# Ortizia
Nella mitologia greca Ortizia (in greco antico: Ὠρείθυια) era una regina delle Amazzoni, figlia di Marpesia e, secondo alcuni, del dio Ares.

## Il mito
Dopo la morte della madre in battaglia, Ortizia divenne regina delle Amazzoni e regnò come una metà della diarchia formata con Antiope, possibilmente sua sorella. Nota per la sua castità e per essere rimasta vergine per tutta la vita, al contrario delle altre Amazzoni, Ortizia era celebre come straordinaria guerriera che portò molta gloria al suo regno.
Nella sua Epitome Marco Giuniano Giustino attribuisce a Ortizia il ruolo tradizionalmente assegnato ad Ippolita nel racconto delle dodici fatiche di Eracle. Stando a Giustino infatti Ercole era stato spinto da Euristeo a rubare per lui la cintura di Ortizia e l'eroe partì per l'impresa con nove navi, con cui occupò le coste del regno delle Amazzoni durante l'assenza della regina. Approfittando dell'assenza di Ortizia e parte delle truppe, Eracle riuscì facilmente a catturare Melanippe ed Ippolita, sorelle di Antiope, la regina rimasta in patria (e quindi forse anche della stessa Ortizia). Dopo aver ottenuto la cintura, Eracle restituì Melanippe al suo popolo, ma Teseo reclamò Ippolita come parte del suo bottino di guerra e la portò ad Atene per farne sua moglie. Ortizia allora radunò un esercito per dare battaglia ad Atene con il fine di recupera Ippolita e vendicare la sconfitta inflitta ad Antiope. Le Amazzoni furono sconfitte, ma riuscirono a fuggire e tornare in patria anche grazie agli alleati sciti.

## Nella cultura successiva
Boccaccio la ricorda in un capitolo del De mulieribus claris.